# Linda Butler
Linda Butler (nascida em 1947 ou 1948) é uma fotógrafa americana.
O seu trabalho está incluído nas colecções do Museu de Belas Artes de Houston e do Museu de Arte de Birmingham.